# Alberto Ruiz-Gallardón Jiménez
Alberto Ruiz-Gallardón Jiménez (Madrid, 11 de desembre de 1958) és un advocat i polític espanyol del Partit Popular que va ser Ministre de Justícia d'Espanya entre el desembre del 2011 i el setembre del 2014.
Fill de José María Ruiz Gallardón, va ser membre de l'executiva del Partit Popular i ha estat president de la Comunitat de Madrid (1995-2003) i alcalde de la capital espanyola (2003-2011). Està casat amb María del Mar Utrera, filla de l'exministre franquista José Utrera Molina, i té quatre fills: Alberto, José, Ignacio i Rodrigo.
Alberto Ruiz-Gallardón és net del periodista Víctor Ruiz Albéniz, considerat cronista oficial del franquisme i que era nebot del compositor Isaac Albéniz.

## Formació
Va cursar el batxillerat al Col·legi de Nuestra Señora del Recuerdo, dels jesuïtes, on va destacar com a estudiant. És llicenciat en dret pel Col·legi Major San Pablo CEU, centre adscrit a la Universitat Complutense. Va obtenir el segon lloc en les oposicions a la fiscalia en la XXVIII promoció i va servir com a fiscal durant un breu període a l'Audiència Provincial de Màlaga. Actualment està en situació d'excedència.

## Inicis en la política
El 1983 va ser elegit regidor de l'Ajuntament de Madrid. El 1986 va passar a formar part de l'executiva del Partit Popular en el setè congrés. El juny del 1987 va ser elegit diputat de l'Assemblea de Madrid. Un mes més tard el van nomenar portaveu del Grup Parlamentari Popular al Senat, càrrec que va ocupar fins que va ser nomenat president de la Comunitat de Madrid.
L'abril del 1990 va dirigir la investigació dins del partit de les implicacions del cas Naseiro. Sobre aquest assumpte, va suggerir l'expulsió del partit, entre d'altres, d'Eduardo Zaplana.

## President de laComunitat de Madrid(1995-2003)
Va ser investit per al càrrec el 1995, un cop el seu partit va haver guanyat les eleccions amb majoria absoluta. El 1999 va revalidar la presidència, novament amb majoria absoluta.

## Alcalde de Madrid (2003-2011)
El 2003 va tornar a canviar d'escenari polític, a petició de José María Aznar, i es va presentar a les eleccions a l'alcaldia de Madrid. Es va convertir en alcalde en obtenir la majoria absoluta enfront de la socialista Trinidad Jiménez i de la candidata d'Esquerra Unida Inés Sabanés.
L'any 2004 va ser l'únic membre del Partit Popular que va intervenir públicament en el Congrés fent autocrítica d'algunes de les errades comeses pel seu partit en el govern d'Espanya, sense esmentar-les expressament. "Algun error devem haver comès", va dir llavors. Posteriorment, va intentar sense èxit llançar la candidatura del vicealcalde de Madrid Manuel Cobo —un estret col·laborador seu des que era president de la Comunitat de Madrid— a la secretaria general del Partit Popular de Madrid enfront d'Esperanza Aguirre. Els seus plans per a la ciutat de Madrid van passar per projectes com el soterrament parcial de l'autopista de circumval·lació M-30 al pas per la riba del Manzanares, l'impuls a la candidatura olímpica de la capital espanyola per organitzar els Jocs Olímpics de 2012 (llançada pel seu antecessor, José María Álvarez del Manzano) o l'elaboració de la Llei de Capitalitat, ja aprovada, per augmentar les competències i la capacitat de finançament de l'Ajuntament. Altres mesures adoptades van ser el reforç de la seguretat ciutadana en alliberar la policia municipal del control del trànsit mitjançant la creació d'un nou cos de funcionaris destinats a aquest fi, els agents de mobilitat.
Des de la seva arribada a l'Ajuntament, Ruiz-Gallardón va impulsar nombrosos projectes de millora del centre de la ciutat, com ja havia fet el seu predecessor en el càrrec, José María Álvarez del Manzano.
És cristià i catòlic practicant. No obstant això, en temps recents, davant la liberalització moral i les diferències entre el govern i l'Església, s'havia distanciat bastant de la jerarquia catòlica, que acusava de retrògrada i desfasada. És membre de la Fundació Internacional Raoul Wallenberg, una organització no governamental sense ànim de lucre dedicada a promoure la pau i l'entesa interculturals.

## Ministre de Justícia (2011-2014)
En les eleccions generals espanyoles de 2011 va formar part de les llistes de la seva formació, el Partit Popular, per la circumscripció de Madrid, en què ocupava el quart lloc. El 20 de novembre, havent-se celebrat les eleccions, va sortir elegit membre del Congrés dels Diputats.
Amb la investidura de Mariano Rajoy com a president del Govern espanyol, va ser nomenat ministre de Justícia del Consell de Ministres, fet que el va obligar a deixar l'alcaldia de Madrid.
Quan ja ocupava el càrrec, el diari El Mundo va publicar un article en què es posava de manifest la possible implicació de la família del ministre en l'obstrucció a la investigació policial a Madrid
El 23 de setembre de 2014, després que el president del govern espanyol va anunciar que la seva proposta de reforma de la llei de l'avortament no tirava endavant per manca de consens, Ruiz-Gallardón va fer pública la dimissió com a ministre de Justícia i la retirada de la política. En substitució seva es va nomenar Rafael Catalá com a nou ministre de Justícia espanyol.